# Zandhoeksbrug
De Zandhoeksbrug (brug 316) is een dubbele ophaalbrug in Amsterdam-Centrum.
Ze overspant de Realengracht, waar zij verbinding heeft met het Westerdok. Aan de noordelijke kant van de brug ligt het Realeneiland met de noordelijke kade van de Realengracht en Zandhoek, de westelijke kade van het Westerdok. Aan de zuidkant ligt het Bickerseiland met de Grote Bickersstraat. De Zandhoeksbrug en Zandhoek zijn vernoemd naar de zandmarkt die hier in het verleden heeft plaatsgevonden (het Bickerseiland stond vol met pakhuizen). De gevelwand van Zandhoek bestaat op twee gebouwen na geheel uit rijksmonumenten; de brug kan (nog) geen monument zijn, ze is te jong.
De eerste brug alhier dateert van tussen 1599 (op de kaart van Pieter Bast zijn de Westelijke Eilanden nog niet ingetekend) en 1625 (op de kaart van Balthasar Florisz. van Berckenrode is een deel van de Westelijke Eilanden wel ingetekend). Van Berckenrode tekende ter plaatse een dubbele ophaalbrug in, want er was hier nog scheepvaart (het Westerdok bestond nog niet). Ook Gerrit de Broen tekende op zijn kaart uit 1737 een dubbele ophaalbrug en vermeldde daarbij ook haar naam "Sandthoeks Brug" in de "Sandt hoek" over de "Realen Graft".
De moderne geschiedenis begint hier in 1895 als de gemeente Amsterdam besluit de dubbele houten ophaalbrug vervangen wordt door een ijzeren exemplaar; in 1897 begonnen de werkzaamheden, in juli waren ze klaar.  Men had toen het idee dat het toepassen van ijzer voor hameipoort, de balans en liggers een besparing zou opleveren (ten opzichte van een houten brug), de brug werd enkele maanden na opening vastgelegd door Jacob Olie. In 1910 kreeg de brug een koninklijk tintje toen koningin Wilhelmina met haar gevolg de brug overtrok en de toen de eenjarige prinses Juliana aan de Oranjevereniging uit de wijk toonde. 
Na 35 jaar was de brug op en werd het geheel opnieuw vervangen (1930) om de brug klaar te maken voor de belasting door het almaar zwaarder wordend vervoer. Ze werd aangepast voor voertuigen tot 5,5 ton. In maart 1953 zakte de Zandhoeksbrug toch in elkaar. Ondanks haar maximale belasting van 5,5 ton reed er vrachtauto van 13 ton met 20 ton ijzer over en die liet de brugdelen door spatkracht meters zakken. De borgkettingen voorkwamen dat de brugdelen de hameipoorten en al omver trokken. Door het inschakelen van een drijvende bok wist men te voorkomen dat de brug en last verloren ging; de brug was echter dermate beschadigd dat ze vernieuwd moest worden. De vrachtauto werd in beslag genomen. Het bleek daarbij dat hier "driemaal is scheepsrecht" gold, de auto bleek al twee keer de brug met eenzelfde last gewoon gepasseerd te zijn. In 1974 wilde de gemeente de bruggen in deze buurt in hun oude staat terug te brengen. Omdat een hele serie van dit soort bruggen voor onderhoud aan de beurt was, had de afdeling Publieke Werken weer ervaring met dit soort bruggen gekregen en (zie herstel van de Magere Brug) kon ze aan de slag gaan. Er moest nog wel 9 jaar gewacht worden voordat deze brug opgeleverd kon worden. Er kwamen hameipoorten van massief hout, de houten balansen en brugdelen werden wel versterkt met stalen balken. Alles geplaatst tussen landhoofden van gewapend beton. Vanwege bouwactiviteiten in de buurt werd de brug in december 2004 voorzien van stalen onderslagbalken onder de vallen om een ramp zoals in 1953 te voorkomen. In 2008 was de bouwwoede weer verdwenen en werden die balken bij onderhoud weer verwijderd.

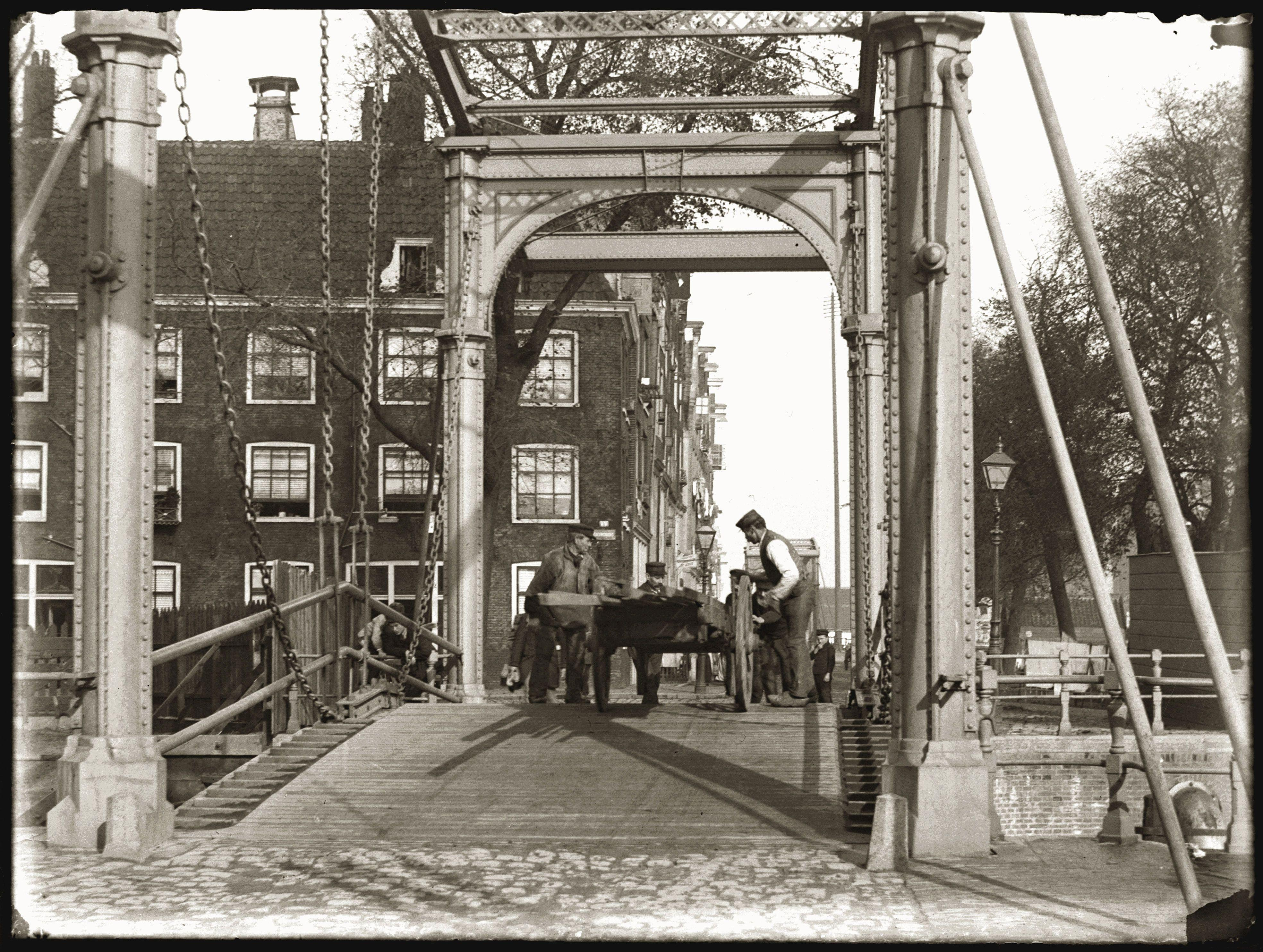
Een nieuwe gietijzeren brug (1897) door Olie
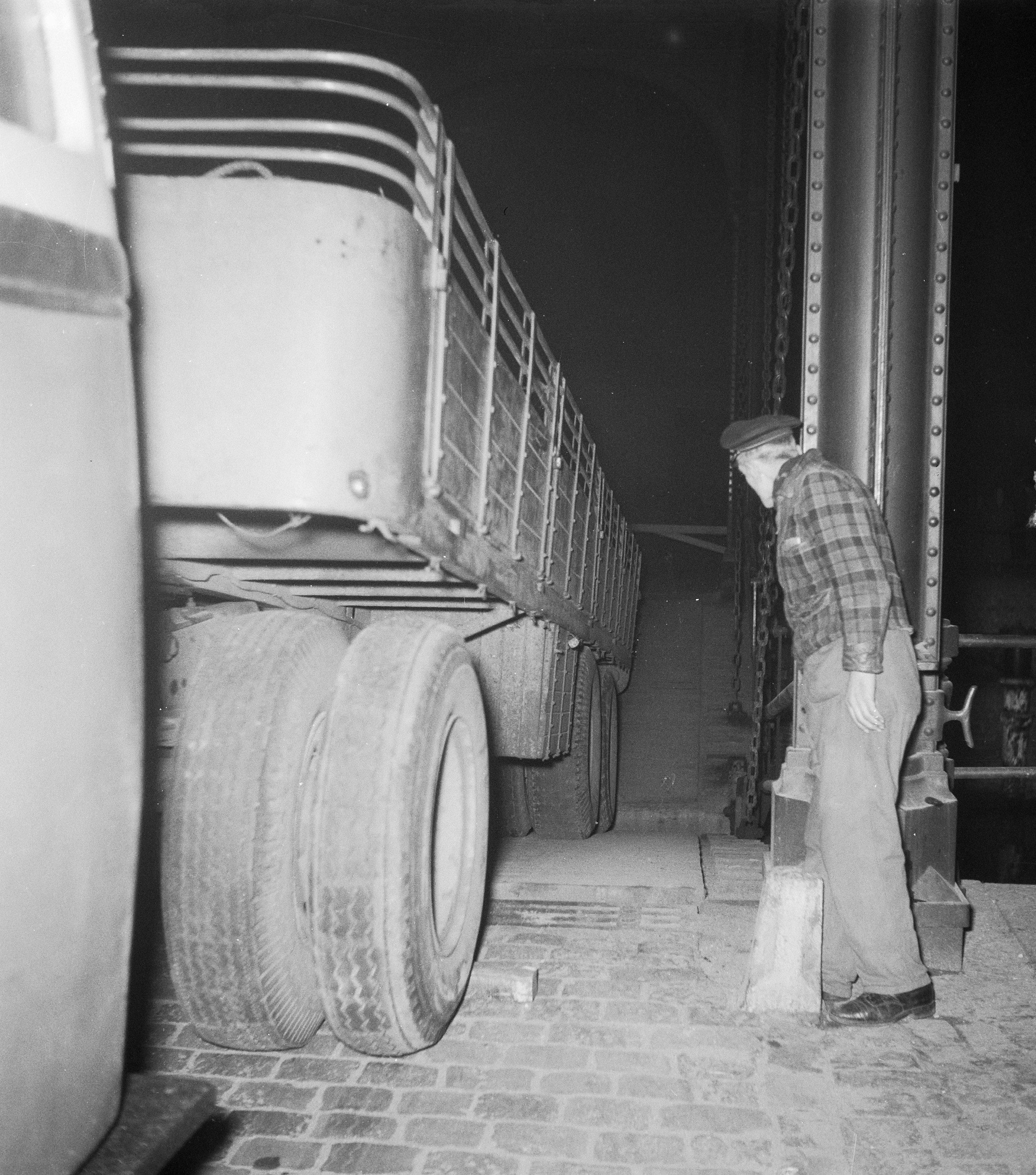
Vrachtauto zakt door Zandhoeksbrug (1953)

<<< · 300 · 301 · 302 · 303 · 304 · 305 · 306 · 307 · 308 · 309 · 310 · 311 · 312 · 313 · 314 · 315 · 316 · 317 · 318 · 320 · 321 · 322 · 323 · 324 · 325 · 327 · 328 · 330 · 331 · 332 · 333 · 334 · 335 · 336 · 337 · 338 · 339 · 340 · 341 · 342 · 343 · 344 · 345 · 346 · 347 · 348 · 349 · 350 · 351 · 352 · 353 · 354 · 355 · 356 · 357 · 358 · 359 · 360 · 361 · 362 · 363 · 364 · 365 · 366 · 367 · 368 · 371 · 372 · 373 · 374 · 375 · 376 · 377 · 378 · 379 · 380 · 381 · 382 · 383 · 385 · 386 · 387 · 388 · 389 · 390 · 391 · 392 · 393 · 394 · 395 · 396 · 397 · 398 · 399 · >>>
Brugnummers 319, 326, 329 (tijdelijke duiker in de Ringspoordijk), 369, 370, 384 zijn niet (meer) vergeven.